# Línea 1 (Urbanos Algeciras)
| Paradas                          | 20             |
| Longitud                         | 8 km           |
| Tiempo estimado                  | 30 min         |
| Circula                          | Lunes a sábado |
| Primer autobús (días laborables) | 7:45           |
| Último autobús (días laborables) | 20:15          |
| Frecuencia (días laborables)     | 30 min         |
| Frecuencia (sábados)             | 60 min         |

La Línea 1 del Servicio Urbano de Algeciras es una ruta de transporte urbano en autobús. Es la única línea circular de las doce que componen este servicio.
Inicia su recorrido en la terminal de autobuses urbanos de la Plaza de San Hiscio del centro de la ciudad, frente al acceso central al puerto. Atraviesa el Paseo de la Conferencia y la avenida de Carlos Cano, y gira hacia el oeste para llegar a la escuela de Enfermería, situada junto al Hospital Punta de Europa, y al barrio de La Juliana.
A partir de este punto el autobús toma rumbo norte pasando por El Saladillo hsata llegar a las estaciones de autobús y tren. Continúa hacia el oeste por las calles Agustín Bálsamo y Aguamarina para llegar a la Bajadilla, con dos paradas en su eje principal, la Avenida de la Cañá.
Al final de esta avenida, el recorrido se incorpora a la travesía de la N-340 en sentido sur. Pasada la Plaza de Andalucía, el autobús gira al este hacia la Avenida de Blas Infante, donde se encuentra el Parque María Cristina. Su trayecto termina por la Avenida Virgen del Carmen donde vuelve al inicio del recorrido en el puerto.
Esta línea sólo recorre la ciudad en sentido horario (Puerto-Juliana-Bajadilla-Puerto). No hay trayectos en el sentido contrario.